# Kalamos (Mythologie)
Kalamos (altgriechisch Κάλαμος Kálamos, deutsch ‚Schilfrohr‘, lateinisch Calamus) war in der griechischen Mythologie der Sohn des Flussgottes Maiandros.
Er liebte den schönen Jüngling Karpos, den Sohn des Zephyros mit einer der Horen. Doch als die beiden Liebenden eines Tages im Fluss Mäander um die Wette schwammen, ertrank Karpos. Kalamos bat nun Zeus, ebenfalls sterben zu dürfen, um das Schicksal des Geliebten zu teilen. Er wurde daraufhin in ein Schilfrohr verwandelt und es hieß, der Klang raschelnden Schilfes sei die Wehklage Kalamos’ über den Tod seines Geliebten. Karpos aber wurde zu einer Feldfrucht. Diesen Mythos erzählt Eros dem Dionysos, um diesen über den Verlust des Geliebten Ampelos hinwegzutrösten. Aus dem Mythos erklärt sich auch die Herkunft der Bezeichnung Kalamos für ein Schreibgerät aus Schilfrohr. Einer anderen Version des Mythos zufolge hieß sein Geliebter Kissos.
Der Episodentitel „Calamus“ in Walt Whitmans Gedichtsammlung Grashalme basiert vermutlich auf diesem Mythos.